# 할아버지는 멋쟁이
"할아버지는 멋쟁이"는 1970년에 개봉한 대한민국의 영화이다.

## 캐스팅
- 남궁원
- 김희준
- 하명중
- 최남현
- 이낙훈
- 최영후
- 남미리
- 박암
- 황정순
- 최성관
- 송해
- 손전
- 유하나
- 김신재